# مايكل غاليندو
مايكل غاليندو هو لاعب كرة قدم كوبي في مركز الوسط، ولد في 28 يناير 1981 في مقاطعة فيلا كلارا في كوبا. شارك مع منتخب كوبا لكرة القدم. أما مع النوادي، فقد لعب مع نادي دالاس ونادي شيفاز يو إس أي.

## وصلات خارجية
- مايكل غاليندو على موقع الدوري الأمريكي (الإنجليزية)
- مايكل غاليندو على موقع قاعدة بيانات كرة القدم.إي يو (الإنجليزية)
- مايكل غاليندو على موقع ناشيونال فوتبول تيمز (الإنجليزية)
- مايكل غاليندو على موقع Soccerway.com (الإنجليزية)